# Набіль Бен Ядір
Набі́ль Бен Яді́р (Nabil Ben Yadir; нар. 24 лютого 1979, Моленбек-Сен-Жан, Бельгія) — бельгійський актор, кінорежисер та сценарист марокканського походження.

## Біографія
Перш ніж стати режисером, Бен Ядір працював електромеханіком на складальній лінії заводу Volkswagen. Кар'єру в кіно він почав на початку 2000-х років як актор. Його перший повнометражний режисерський дебют, кінокомедія «Барони», поставлена 2009 року у співавторстві з Лораном Бранденбургером та Себастьєном Фернандезом, був номінований у категоріях за найкращу режисуру та найкращий сценарій на бельгійську національну кінопремію «Магрітт».
Другий повнометражний фільм Бен Надіра «Марш» (2013) був номінований у кількох номінаціях на «Магрітта», в тому числі як найкращий фільм та за найкращу режисерську роботу.
Політичний трилер режисера «Сліпа зона», який вийшов на екрани у 2017 році, також був номінований на премію «Магрітт» 2018 року у 4-х категоріях, зокрема як найкращий фільм та за найкращу режисуру.

## Фільмографія
Актор
| Рік  | Назва українською | Оригінальна назва    | Роль    |
| ---- | ----------------- | -------------------- | ------- |
| 2001 |                   | Au-delà de Gibraltar |         |
| 2004 | Ніж гільйотини    | Le couperet          | сміттяр |
| 2009 | 9 мм              | 9mm                  | Юсеф    |
| 2009 | Барони            | Les barons           |         |

Режисер, сценарист, продюсер
| Рік  |     | Назва українською | Оригінальна назва | Режисер | Сценарист | Продюсер |
| ---- | --- | ----------------- | ----------------- | ------- | --------- | -------- |
| 2006 | к/м | Вихід клоуна      | Sortie de clown   | Так     | Так       |          |
| 2009 |     | Барони            | Les barons        | Так     | Так       |          |
| 2013 |     | Марш              | La marche         | Так     | Так       |          |
| 2017 |     | Сліпа зона        | Dode Hoek         | Так     | Так       | Так      |
| 2018 |     | Бандос            | Patser            |         | Так       | Так      |

## Визнання
| Рік                                   | Категорія                                                                             | Фільм      | Результат |
| ------------------------------------- | ------------------------------------------------------------------------------------- | ---------- | --------- |
| Ам'єнський міжнародний кінофестиваль  |                                                                                       |            |           |
| 2009                                  | Премія аудиторії за найкращий фільм                                                   | Барони     | Перемога  |
| 2009                                  | Премія Всесвітньої католицької асоціації по комунікаціях (SIGNIS) — Спеціальна згадка | Барони     | Перемога  |
| Міжнародний кінофестиваль у Марракеші |                                                                                       |            |           |
| 2009                                  | Спеціальний приз журі                                                                 | Барони     | Перемога  |
| Премія «Магрітт»                      |                                                                                       |            |           |
| 2011                                  | Найкращий фільм                                                                       | Барони     | Номінація |
| 2011                                  | Найкращий режисер                                                                     | Барони     | Номінація |
| 2011                                  | Найкращий оригінальний або адаптований сценарій                                       | Барони     | Номінація |
| 2015                                  | Найкращий фільм                                                                       | Марш       | Номінація |
| 2015                                  | Найкращий режисер                                                                     | Марш       | Номінація |
| 2015                                  | Найкращий оригінальний або адаптований сценарій                                       | Марш       | Номінація |
| 2018                                  | Найкращий фільм                                                                       | Сліпа зона | Номінація |
| 2018                                  | Найкращий режисер                                                                     | Сліпа зона | Номінація |
| Премія «Люм'єр»                       |                                                                                       |            |           |
| 2014                                  | Найкращий сценарій                                                                    | Марш       | Номінація |